# Ruthenium(IV)-sulfid
Ruthenium(IV)-sulfid ist eine anorganische chemische Verbindung des Rutheniums aus der Gruppe der Sulfide.

## Vorkommen
Ruthenium(IV)-sulfid kommt natürlich in Form des Minerals Laurit vor.

## Gewinnung und Darstellung
Ruthenium(IV)-sulfid kann durch Reaktion von Ruthenium mit Schwefel im Vakuum gewonnen werden.
Es kann auch durch Reaktion zwischen Schwefelwasserstoff und Ammoniumhexachloruthenat(IV) oder Ruthenium(III)-chlorid hergestellt werden.

## Eigenschaften
Ruthenium(IV)-sulfid liegt in Form von grau bläulichen Kristallen oder hellgrauem Feststoff vor. Er ist an Luft leicht oxidierbar und praktisch unlöslich in Wasser. Er besitzt eine kubische Kristallstruktur vom Pyrit-Typ mit der Raumgruppe Pa3 (Raumgruppen-Nr. 205).
{\displaystyle {\ce {RuS2 + 3 O2 -> RuO2 + SO2}}}
Ruthenium(IV)-sulfid ist ein Halbleiter mit einer Bandlücke von 1,3 eV.

## Verwendung
Ruthenium(IV)-sulfid kann als Katalysator verwendet werden.